# Kim Greylek
Predložak:Infookvir lik u seriji Zakon i red
Kim Greylek je fiktivni lik iz serije Zakon i red: Odjel za žrtve kojeg je tumačila Michaela McManus. 
Kim se seriji pridružila na početku 10. sezone kada je zamijenila Casey Novak na mjestu pomoćnice tužitelja. Tada nam je i otkrila kako je Casey ipak izgubila svoju dozvolu zbog lošeg vođenja slučaja. Prije dolaska na Manhattan, radila je u Uredu za nasilje nad ženama u sklopu Ministarstva pravosuđa u Washingtonu, gdje je dobila nadimak "Križar". Imala je jako čudan pristup, te je često zahtijevala od detektiva da rade slučajeve u svrhu politke, a ne u svrhu otkrivanja pravog počinitelja zbog čega je i radila dosta grešaka. Iako se slijepo drži pravde, nekad pretjeruje tako da u jednoj epizodi optuži dječaka za napad na policajca samo kako bi ga mogla testirati na HIV, što je ovaj prije odbio. McManus je seriju napustila nakon samo 14 epizoda kada se njezin lik vratio natrag u Washington. Zamijenila ju je pomoćnica tužioca Alexandra Cabot.